# Phoebus (compositeur)
Phoebus (grec : Φοίβος), né le 1er janvier 1971, parfois nommé Phivos ou Fivos (prononcé "Fee-Vohs"), est un compositeur  qui connaît un grand succès en Grèce et à Chypre. Phoebus a notamment commencé sa collaboration avec la chanteuse Déspina Vandí par l'écriture de son album Déka Entolés (1997) .